# 이윤재 (언어학자)
이윤재(李允宰, 1888년 12월 24일~1943년 12월 8일)는 일제 강점기의 언어학자이다. 호는 한뫼, 환산(桓山)이다. 이윤재는 1942년 이른바 '조선어학회 사건'으로 10월 1일 회원들과 함께 체포돼 함흥형무소에 수감됐고, 일제의 고문을 이기지 못하고 1943년 12월 8일 56세의 나이로 순국했다. 정부는 환산의 공훈을 기리어 1962년 건국훈장 독립장을 추서했다..

## 생애
경남 김해에서 출생하였다. 대구 계성학교를 졸업하였다.

### 교원 생활 속 민족운동
평북 영변의 숭덕학교 교원시절에 3·1 운동을 주도하였다가, 평양 감옥에서 1년 6개월간 수감생활을국했다. 대학 사학과를 1년 수료 33년·술·학리교 신해다 등에서 우리 나라의 한글을 연구하며 교편 생활을 하였다. 환산 이윤재는 조선어학회 기관지인 '한글'을 창간해 편집을 주도했다. 그는 조선어학회 동료들과 함께 한글맞춤법을 통일하고 표준어를 사정하고 조선어사전을 편찬하는 등 한글 보급을 통한 민족운동에 몰두했다.
1927년 '조선어학회' 회원들과 사전을 엮고, 식민사학에 대항하기 위해 1934년 국어학자·사학자들과 함께 '진단학회'를 설립하였으며, 기독신문의 주필이 되었다. 수양동우회에서 민족의식을 고취하였기에, 1937년에서 1938년에 걸쳐 서대문형무소에서 1년이 넘게 다시 감옥살이를 하였다. 동우회 사건으로 서대문형무소에 수감되었던 이윤재는 출옥 이후에도 조선어학회가 추진하던 우리말사전 편찬사업에 몰두하였다.

### 조선어학회 사건
이윤재는 1930년대에 조선어학회에 참여하여 동지들과 함께 언어독립운동인 한글운동을 전개하였다. 그 결과 일제로부터 또다시 탄압을 받았다. '조선어학회 사건'이 그것이다. 조선어학회의 중진이었던 이윤재는 일제의 치안유지법 위반으로 1942년 10월 함남 홍원경찰서에 구금되어 일제 형사들로부터 매일 난타를 당한 것도 모자라 6번의 물고문을 당했다. 그는 살아서 감옥에서 풀려나기 어려울 정도로 구타를 당하였다.

### 최후

이윤재의 묘비

1942년 조선어학회 사건으로 최현배·이희승 등과 함께 체포되어 이듬해 함흥형무소에서 악형과 추위에 시달렸다. 함흥 감옥에서 복역하다가 일제의 고문을 이기지 못하고 1943년 12월 8일순국하였다.

## 업적
일제시기에 이윤재는 여러 중등학교에서 민족교육에 앞장섰다. 특히 경신학교 교원 시절인 1933년과 1934년 사이에 제자들에게 다음과 같은 말을 주저 없이 하였다고 전해온다.
우리가 지금 일본의 총칼 밑에 잠시 눌려 산다고 언제나 이럴 줄 알아서는 큰 잘못이다. 나는 나이도 들었고, 지금 형세로는 감옥에서나 죽게 생겼지만, 너희들은 대명천지 밝은 날에 내 나라 다시 찾고, 독립 국민으로 떳떳이 살날이 꼭 올 것이다. 너희들은 틀림없이 독립을 보리라. 그러자면 지금부터 정신을 똑바로 차려야 한다. 
- ｢이윤재 선생님의 조국애｣, 민재호 저, 《경신》42호(1985년 발행)

그러면서 그는 조선어 교과목 시간을 이용하여 학생들에게 우리나라 삼국시대 역사며 태극기며 독립운동사를 틈틈이 가르쳤다. 이처럼 그는 투철한 항일 교육자이기도 하였다.

## 사후
- 대한민국 정부는 이윤재 선생에게 그 공헌을 기려 1962년 대한민국 건국공로훈장 단장(독립장)을 추서하였다.
- 선생의 묘소가 여러번 이장되면서 방치되고 있기 때문에, 국립묘지로 안장함이 궁극적 해결책이라는 여론이 있었다.[2] 2013년이 되서야 국립대전현충원 독립유공자 1-1묘역으로 이장되었다.

## 저서
- 《표준 조선어 사전》
- 《도강록》 등이 있다.

## 같이 보기
- 주시경
- 최현배
- 3·1 운동
- 진단학회
- 조선어학회 사건

## 참고 문헌
- 《이윤재 (우리말 우리역사 보급의 거목)》, 박용규 저, 역사공간(2013년)